# Gentils (religion)
Ne doit pas être confondu avec Gentil.
 (mai 2012).
Si vous disposez d'ouvrages ou d'articles de référence ou si vous connaissez des sites web de qualité traitant du thème abordé ici, merci de compléter l'article en donnant les références utiles à sa vérifiabilité et en les liant à la section « Notes et références ».

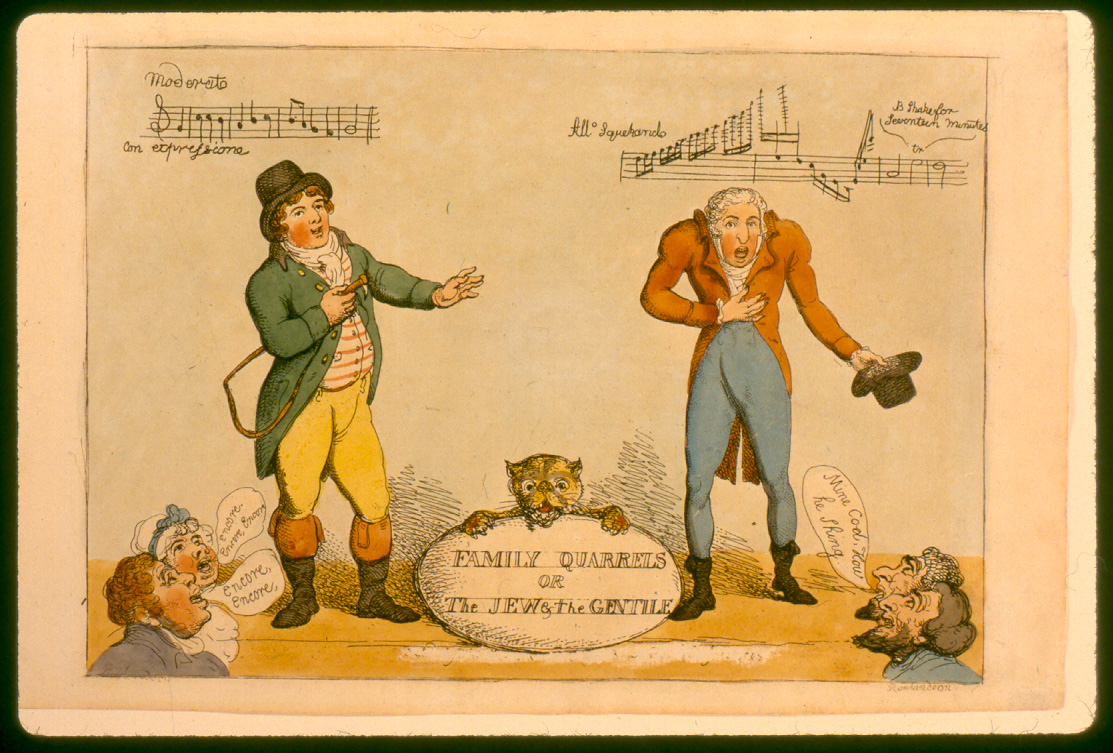
Les querelles de famille ou le Juif et le Gentil.

Gentils, du latin gentiles (les « nations »), est la traduction habituelle de l'hébreu goyim, « nations », qui désigne les non-Juifs. 
Les auteurs chrétiens ont aussi employé ce mot pour désigner les païens. Ainsi, « Apôtre des gentils » désigne Paul de Tarse, l'évangélisateur des païens.
Aujourd'hui, le nom dérivé « gentilé » sert à définir les habitants d'un lieu.

## Origine du concept
Selon les Actes des Apôtres, le Juif Paul de Tarse se heurta aux Juifs qui refusaient de reconnaître Jésus de Nazareth comme leur Messie, car il ne correspondait pas à leurs attentes. Il se tourna donc vers les païens judaïsants, les Craignant-Dieu, qui devinrent ses premiers disciples. Paul leur promit d'être sanctifiés (à l'égal des Juifs circoncis), s'ils croyaient en Jésus-Christ.
Cette prédication de Paul, qu'il appelait l'Évangile des incirconcis, irrita beaucoup les Juifs et finit par inquiéter les apôtres restés à Jérusalem, qui professaient que le Maître — Jésus — était venu pour « accomplir » la Loi mosaïque, non pour l'abroger.
De retour à Antioche à la fin de leur premier voyage, Paul et Barnabé continuèrent à prêcher le salut par la grâce et la foi en Jésus-Christ (et donc l'inutilité de la circoncision pour les gentils). La controverse s'amplifia, jetant un si grand trouble dans l'église d'Antioche que Paul et Barnabé durent venir se justifier devant les apôtres Pierre, Jacques et Jean.
Jacques, le « frère de Jésus », jouissait d'une grande autorité morale, fréquentait régulièrement le Temple de Jérusalem et se rangeait du côté des partisans de la circoncision des gentils. Mais Paul sut être persuasif. Les apôtres, les anciens et les frères présents à Jérusalem décidèrent, lors de la réunion appelée par la suite concile de Jérusalem (vers 50), de ne point imposer d'autres charges que celles absolument nécessaires pour aider à la conversion des Gentils. Paul pouvait continuer sa prédication, sans imposer la circoncision de la Loi mosaïque.

## Autres

### Mythologie basque
Dans la mythologie basque, les Gentils ou Jentilak en basque, étaient les personnages païens, qui auraient disparu avec l'apparition du christianisme selon la légende de Kixmi.